# Lebus
Lebus (tiếng Ba Lan: Lubusz) là một đô thị thuộc huyện Märkisch-Oderland, bang Brandenburg, Đức.